# خوان كارلوس دي ليما
خوان كارلوس دي ليما (بالإسبانية: Juan Carlos de Lima)‏ هو لاعب كرة قدم أوروغواياني في مركز الهجوم، ولد في 2 مايو 1962 في فلوريدا، أوروغواي ‏ في الأوروغواي. لعب مع نادي أونيفرسيداد كاتوليكا ونادي إيميلك.

## وصلات خارجية
- خوان كارلوس دي ليما على موقع الاتحاد الأوربي (الإنجليزية)
- خوان كارلوس دي ليما على موقع قاعدة بيانات كرة القدم.إي يو (الإنجليزية)
- خوان كارلوس دي ليما على موقع عالم كرة القدم.نت (الإنجليزية)